# Erik Trolle
Pour les articles homonymes, voir Arvidsson et Trolle.
Cet article possède un paronyme, voir Erik Arvidsson.
Erik Arvidsson Trolle, né vers 1460 et mort en 1530, est un aristocrate suédois. Il est administrateur du royaume ou  régent de Suède (en suédois : riksföreståndare) en 1512 à l'époque de l'union de Kalmar.

## Biographie
Erik Arvidsson est né vers 1460. Il est le fils d'Arvid Birgersson Trolle (mort en 1505), membre d’une famille de la haute noblesse, et de sa première épouse Kerstin Jonsdotter Gädda. Son père s'était lié avec les autres puissantes familles nobles en épousant en secondes noces en 1466, Beata Ivarsdotter Tott (morte en 1487) puis Brita Turesdotter Bielke.
Erik Trolle, semble destiné à une carrière ecclésiastique. Après avoir fait ses études aux universités de Rostock et de Cologne, il devient chanoine à Upsal et Linköping sans être jamais ordonné. Toutefois en 1487, il est nommé justicier de Närke et sénateur au Haut-Conseil de Suède. La même année, il épouse une noble issue d'une puissante famille, Ingeborg Philipsdatter Thott (morte en 1495), qui était la cousine germaine de sa belle-mère et il obtient le château d’Ekholmen en Uppland.
Erik Trolle devient un chef de l’opposition aristocratique et cléricale au régent (riksföreståndare) Svante Nilsson Sture. Après la mort de ce dernier en janvier 1512, il est lui–même élu régent lors de la réunion du Grand Conseil de Suède au détriment de Sten Sture le Jeune, le fils et héritier de son prédécesseur. Toutefois du fait de l'opposition du « Parti Suédois » qui dispose d’une force armée supérieure, il ne peut exercer sa  charge et doit se démettre dès le mois de juillet suivant en faveur de Sten Sture qui est élu régent à son tour.

## Unions et postérité
Erik Trolle contracta deux unions :
1) Le 30 septembre 1487 à  Fållnäs Ingeborg Filipsdotter Tott (morte noyée en 1495 dans le lac Mälar) dont :
- Gustave Trolle (1488-1535)  qui devient archevêque d’Upsal, et chef du parti de la haute noblesse et de l'Église suédoise.
- Ermegård Eriksdotter,
- Kristina Eriksdotter, toutes les deux mortes noyées avec leur mère en 1495
- Erik Eriksson, vivant en 1511

2) Vers 1512, Karin Eriksdotter Gyllenstierna morte avant le 12 mars 1562, dont :
- Beata Eriksdotter Trolle, morte le 13 avril 1591 à Steninge, épouse en 1538 Gabriel Kristiernsson Oxenstierna, qui devient 1er baron de Mörby et Steninge (mort en 1585)
- Ingeborg Eriksdotter Trolle, morte en 1590, épouse le 13 janvier 1544 Niels Eriksen Ryning, seigneur de Lagnoe et Gimmersta (mort en 1578).

## Sources
- (en) Cet article est partiellement ou en totalité issu de l’article de Wikipédia en anglais intitulé « Eric Trolle » (voir la liste des auteurs), édition du 1er mai 2009.